# Punkt wstrzymania
Punkt wstrzymania lub pułapka (ang. breakpoint) – miejsce celowego wstrzymania wykonania programu w celu przeanalizowania jego działania. Uruchomiony pod kontrolą debuggera program przerywa wykonanie we wskazanym punkcie i przekazuje sterowanie do debugera, który zazwyczaj wyświetla kod źródłowy w miejscu wywołania wskazanej instrukcji. Po wstrzymaniu możliwe jest m.in. śledzenie aktualnych wartości zmiennych oraz zawartości rejestrów procesora. Zintegrowane środowiska programistyczne pozwalają na ustawienie takich punktów bezpośrednio w edytorze kodu oraz definiowanie warunków, jakie musi spełniać stan wykonania programu, aby pułapka spowodowała przerwanie wykonania programu.